# Masoud Azizi
Masoud Azizi (sinh ngày 2 tháng 2 năm 1985) là một vận động viên người Afghanistan. Thành tích cá nhân tốt nhất của anh trong môn chạy 100m là 11,11 giây, đạt được vào tháng 4 năm 2005 tại Mecca. Vào năm 2013, Azizi đã bị bắt doped tại Giải vô địch thế giới 2013 và bị treo giò trong vòng hai năm.

## Tiểu sử
Azizi sinh ra trong một gia đình nổi tiếng người Pashtun Afghanistan thuộc tộc Azizi, một phân tộc của tộc Kheshgi.

## Sự nghiệp
Azizi đã đại diện cho Afghanistan tại Thế vận hội Mùa hè 2004 tại Athens, tham gia môn chạy 100m nam. Anh kết thúc cuối cùng trong bảng bắt đầu của mình, với thời gian 11,66 giây. Tại Giải Vô địch Châu Á 2005, Azizi đứng thứ 7 với thời gian 11,38 giây. Anh đã đại diện cho đất nước mình một lần nữa tại Thế vận hội Mùa hè 2008 tại Beijing. Anh tham gia vào nội dung chạy 100 mét và xếp thứ 8 trong bảng bắt đầu của mình mà không tiến vào vòng hai. Anh vượt qua quãng đường trong thời gian 11,45 giây. Azizi cũng xếp thứ 8 trong bảng bắt đầu của mình tại Giải vô địch Thế giới IAAF 2009 tại Berlin vào năm 2009, trong đó anh cạnh tranh cùng với Dwain Chambers và chủ nhân kỷ lục châu Phi Olusoji Fasuba. Anh đã tham gia vào vòng bắt đầu của Giải vô địch Thế giới 2011 và 2013 cũng như Thế vận hội 2012.

## Doping
Vào năm 2013, Azizi đã bị bắt doped tại kỳ Giải vô địch thế giới 2013. Vận động viên này đã bị treo giò trong vòng hai năm.

## Thành tích cá nhân

### Ngoài trời
| Distance | Time      | Wind      | Location / Date         |
| -------- | --------- | --------- | ----------------------- |
| 100m     | 11.11 sec | + 0.0 m/s | Mecca / 12 April 2005   |
| 200m     | 22.65 sec | + 1.9 m/s | Dhaka / 6 February 2010 |

### Trong nhà
| Distance | Time     | Location / Date         |
| -------- | -------- | ----------------------- |
| 60m      | 7.25 sec | Hanoi / 31 October 2009 |